# &Team
&Team (en inglés: andTeam, en japonés: エンティーム, en coreano: 앤팀; estilizado en mayúsculas) es un grupo multinacional formado en 2022 mediante el programa &Audition –The Howling –. Es manejado por la compañía YX LABELS. Está compuesto por nueve integrantes: K, Fuma, Nicholas, EJ, Yuma, Jo, Harua, Taki y Maki. &Team lanzó su primer sencillo «Under the Skin» el 21 de noviembre de 2022 y debutó oficialmente con el EP First Howling: Me el 7 de diciembre de 2022.

## Nombre
El nombre del grupo, &Team, se refiere a «nueve miembros diferentes que forman un equipo y conectan mundos diversos».

## Historia

### 2020–2022: Actividades previas al debut y formación
K, Nicholas, EJ y Taki compitieron en el programa de telerrealidad surcoreano I-Land en 2020, en el que se formó el grupo Enhypen. El 1 de enero de 2021, Big Hit Japan anunció el lanzamiento del proyecto «Big Hit Japan Global Debut Project», en el que se buscaría artistas para debutar un grupo en Japón. El 19 de marzo, Big Hit Entertainment cambió de nombre y se reestructuró como Hybe Corporation.  El 26 de abril, K y EJ aparecieron en el video musical de la canción «Drunk-Dazed» de Enhypen.
El 4 de noviembre se comunicó que K, Nicholas, EJ y Taki serían miembros confirmados del grupo planificado para Japón y que se unirían a aprendices adicionales seleccionados a través de un nuevo programa de audición. &Audition –The Howling– se estrenó el 9 de julio de 2022 y el 3 de septiembre se revelaron los nueve miembros finales a través de una transmisión en vivo desde Tokio.

### 2022–2023: Debut conFirst Howling: Me,first fanmeeting, "W.O.L.F. (Win Or Lose Fight)", "Blind Love",First Howling: WEyFirst Howling: NOW
En septiembre de 2022, Hybe Labels Japan anunció que &Team lanzaría su EP debut, First Howling: Me, el 7 de diciembre del mismo año. En noviembre inició la transmisión del programa de variedades del grupo, &Team学園 (estilizada y pronunciado: &TEAM Gakuen); contó con la participación de varios invitados y permitió a los espectadores ver las preparaciones para el debut de &Team en Corea del Sur y Japón. El 21 de noviembre de 2022, &Team lanzó su primer video musical y sencillo digital «Under the Skin».
El 5 de diciembre de 2022 se publicó un webtoon acerca de los integrantes del grupo, titulado Dark Moon: The Grey City. Dos días después se lanzó el EP First Howling: Me junto con el video musical de «Scent of You»; se vendieron 151 000 copias del disco en su primera semana de lanzamiento.
El 2 de marzo de 2023, se anunció que el grupo realizaría su primera gira de fanmeeting japonesa 2023 &Team Fantour Luné Mare: Tsuki-Nami, del 27 de mayo al 16 de junio. El 2 de marzo, se anunció que los miembros EJ, K, Nicholas y Taki lanzarían "W.O.L.F. (Win Or Lose Fight)" el 16 de marzo como banda sonora de su webtoon Dark Moon: The Grey City.
El 7 de mayo, &Team lanzó "Blind Love" como tema principal del drama de NTV Dr. Chocolate.
&Team publicó su segundo EP First Howling: We el 14 de junio de 2023.El 14 de mayo, se lanzó la lista de canciones de su nuevo miniálbum, revelando su canción principal "Firework".
El 3 de septiembre, &Team celebró su primer evento de aniversario &Team 1st Anniversary [縁 Day] en Japón, así como en Seúl el 9 de septiembre.
El 15 de noviembre, el grupo lanzó su primer álbum de estudio First Howling: Now.Tras el lanzamiento del álbum el 15 de noviembre, el álbum se ubicó primero en el Billboard Japan Hot albums y segundo en el Oricon Albums Chart en Japón.
El 19 de diciembre, &Team anunció que se embarcaría en una gira de conciertos en 2024, titulada First Paw Print. La gira se realizará del 21 de enero al 3 de marzo y se llevará a cabo en siete ciudades japonesas y una ciudad de Corea del Sur.

## Miembros
- K (ケイ)
- Fuma (フウマ)
- Nicholas (ニコラス)
- EJ (ウィジュ)- Lider
- Yuma (ユウマ)
- Jo (ジョウ)
- Harua (ハルア)
- Taki (タキ)
- Maki (マキ)

## Discografía

### Álbumes de estudio
| Año                                                                                    | Álbum | Posicionamiento en listas | Posicionamiento en listas | Certificaciones    | Ventas          |
| Año                                                                                    | Álbum | JPN                       | JPN                       | Certificaciones    | Ventas          |
| Año                                                                                    | Álbum | Hot                       | Oricon                    | Certificaciones    | Ventas          |
| -------------------------------------------------------------------------------------- | --- | ------------------------- | ------------------------- | ------------------ | --------------- |
| 2023                                                                                   | First Howling: Now - Lanzamiento: 15 de noviembre de 2023 - Discográfica: Hybe Labels Japan, Universal Music Japan - Formato: CD, descarga digital, streaming | 1                         | 1                         | - RIAJ: Platino    | - JPN: 111, 137 |
| 2024                                                                                   | Yukiakari - Lanzamiento: 18 de diciembre de 2024 - Discográfica: Hybe Labels Japan, Universal Music Japan - Formato: CD, descarga digital, streaming          | 1                         | 1                         | - RIAJ: 2× Platino | - JPN: 340, 313 |
| «—» indica que el álbum no alcanzó posición alguna o no fue lanzado en ese territorio. | |                           |                           |                    |                 |

### Álbumes sencillos
| Año                                                                                    | Álbum | Posicionamiento en listas | Certificaciones    | Ventas          |
| Año                                                                                    | Álbum | JPN                       | Certificaciones    | Ventas          |
| -------------------------------------------------------------------------------------- | --- | ------------------------- | ------------------ | --------------- |
| 2024                                                                                   | Samidare - Lanzamiento: 8 de mayo de 2024 - Discográfica: Hybe Labels Japan, Universal Music Japan - Formato: CD, descarga digital, streaming   | 2                         | - RIAJ: 2× Platino | - JPN: 308, 868 |
| 2024                                                                                   | Aoarashi - Lanzamiento: 7 de agosto de 2024 - Discográfica: Hybe Labels Japan, Universal Music Japan - Formato: CD, descarga digital, streaming | 1                         | - RIAJ: 2× Platino | - JPN: 372, 959 |
| «—» indica que el álbum no alcanzó posición alguna o no fue lanzado en ese territorio. | |                           |                    |                 |

### EPs
| Año                                                                                    | Álbum | Posicionamiento en listas | Posicionamiento en listas | Certificaciones | Ventas                           |
| Año                                                                                    | Álbum | JPN                       | JPN                       | Certificaciones | Ventas                           |
| Año                                                                                    | Álbum | Hot                       | Oricon                    | Certificaciones | Ventas                           |
| -------------------------------------------------------------------------------------- | --- | ------------------------- | ------------------------- | --------------- | -------------------------------- |
| 2022                                                                                   | First Howling: Me - Lanzamiento: 7 de diciembre de 2022 - Discográfica: Hybe Labels Japan, Universal Music Japan - Formato: CD, descarga digital, streaming | 1                         | 1                         | - RIAJ: Oro     | - JPN: 192, 444 (Ventas físicas) |
| 2023                                                                                   | First Howling: We - Lanzamiento: 14 de junio de 2023 - Discográfica: Hybe Labels Japan, Universal Music Japan - Formato: CD, descarga digital, streaming    | 1                         | 1                         | - RIAJ: Platino | - JPN: 191, 048 (Ventas físicas) |
| «—» indica que el álbum no alcanzó posición alguna o no fue lanzado en ese territorio. | |                           |                           |                 |                                  |

### Sencillos
| Título                                                                             | Año  | Posición más alta | Álbum              |
| Título                                                                             | Año  | JPN               | Álbum              |
| ---------------------------------------------------------------------------------- | ---- | ----------------- | ------------------ |
| «Under the skin»                                                                   | 2022 | 49                | First Howling: Me  |
| «Scent of You»                                                                     | 2022 | —                 | First Howling: Me  |
| «Firework»                                                                         | 2023 | 93                | First Howling: We  |
| «Road Not Taken»                                                                   | 2023 | —                 | First Howling: We  |
| «War Cry»                                                                          | 2023 | —                 | First Howling: Now |
| «Dropkick»                                                                         | 2023 | —                 | First Howling: Now |
| «Maybe»                                                                            | 2024 | —                 | Samidare           |
| «Samidare»                                                                         | 2024 | 2                 | Samidare           |
| «Koegawari»                                                                        | 2024 | —                 | Aoarashi           |
| «Aoarashi»                                                                         | 2024 | 1                 | Aoarashi           |
| «Beat the odds»                                                                    | 2024 | —                 | Sin álbum          |
| «—» indica que el sencillo no alcanzó posición alguna o no fue lanzado en el país. |      |                   |                    |

## Premios y nominaciones
| Premiación            | Año  | Categoría                                      | Nominado/trabajo | Resultado | Ref.   |
| --------------------- | ---- | ---------------------------------------------- | ---------------- | --------- | ------ |
| Asia Artist Awards    | 2023 | Premio a la mejor elección                     | &Team            | Ganador   | [ 29 ] |
| Asia Artist Awards    | 2023 | Premio emotivo – Música                        | &Team            | Ganador   | [ 30 ] |
| Asia Artist Awards    | 2023 | Premio a la popularidad – Cantante (Masculino) | &Team            | Nominado  | [ 31 ] |
| Asia Artist Awards    | 2024 | Premio a la popularidad – Cantante (Masculino) | &Team            | Nominado  |        |
| Asia Artist Awards    | 2024 | Icon Award                                     | &Team            | Ganador   |        |
| Japan Gold Disc Award | 2023 | Mejores cinco nuevos artistas                  | &Team            | Ganador   | [ 32 ] |